# دائرة أسا
دائرة أسا هي إحدى دوائر إقليم آسا الزاك، التابع لجهة كلميم واد نون، المملكة المغربية. تضم الدائرة 3 جماعات قروية، وبلغ عدد سكانها 5501 فرداً سنة 2004 حسب الإحصاء الرسمي للسكان والسكنى. يتبع للدائرة 11 مشيخة و53 دوار.

## التقسيمات الإداريّة
تعتبر دائرة أسا إحدى الدوائر المشكّلة لإقليم آسا الزاك، وهو التقسيم الإداري من المستوى الرابع المعتمد في المغرب. ينقسم إقليم آسا الزاك إلى 5 جماعات قروية تختلف من حيث السكان والمساحة، والتي بدورها تنقسم إلى مشيخات تضم عدداً من الدواوير.